# Alexander Kazakov
Alexander Alexandrovich Kazakov (Kozakov, Kosakoff) (del ruso: Александр Александрович Казаков) (2 de enero de 1889 - 1 de agosto de 1919) fue el más exitoso piloto de combate y as de la aviación del Imperio ruso durante la Primera Guerra Mundial. Recibió las condecoraciones Británicas de Orden del Servicio Distinguido y Cruz Militar y la Legión de Honor de Francia.

## Preguerra
Nacido en una familia noble en la Gobernación de Jersón, Kazakov se graduó de la escuela de caballería de Yelizavet en 1908. Hizo su instrucción de caballería, pero en 1913 comenzó su entrenamiento formal como piloto y se graduó al comienzo de la Primera Guerra Mundial en la escuela de aviación militar de Gátchina.

## Primera Guerra Mundial
Alexander Kazakov voló con las aeronaves Morane-Saulnier, Spad– SА2, Nieuport 11 y Nieuport 17 y se le adjudica tener el mayor número de victorias de derribo de aeronaves enemigas entre los pilotos de la Fuerza Aérea imperial rusa. Extraoficialmente derribó 32 aviones alemanes y austrohúngaros, aunque su recuento oficial es de solo 20 porque solo se contaron los aviones que se estrellaron en territorio ruso. La tradición de la aviación militar rusa durante la Primera Guerra Mundial fue diferente de la de sus aliados y rivales occidentales, y las puntuaciones individuales de los pilotos se consideraron de menor valor en comparación con su contribución al esfuerzo bélico general.
El 31 de marzo de 1915, Alexander Kazakov repitió con éxito el ataque con embestida aérea que hizo Piotr Nésterov, utilizando un Morane-Saulnier G como proyectil pilotado. Por este acto de osadía, fue galardonado con la Orden de Santa Ana, primero de Cuarta Clase, y luego de Tercera. Fue nombrado comandante del Destacamento de cazas del 19 Cuerpo en septiembre de 1915. Aquí tenía las aeronaves Nieuport 10s y Nieuport 11s para volar. Entre el 27 de junio y el 21 de diciembre de 1916, acumuló cuatro victorias más para convertirse en un as.
Cinco meses después, Kazakov reanudó su racha ganadora con su sexta victoria el 6 de mayo de 1917, que fue compartida con Ernst Leman y Pavel Argeyev. Hacia el 25 de mayo, con su octava victoria, cambió a un Nieuport 17, que utilizó a partir de entonces.
Entre 1915 y 1917 luchó en el frente ruso así como en Rumanía y participó en la ofensiva Brusílov como comandante del 1.er Grupo de combate aéreo.
En enero de 1918, tras la Revolución rusa, Kazakov dimitió de la fuerza aérea rusa.

## Guerra civil rusa
Durante la guerra civil rusa, Kazakov se unió a la Legión Aliada Eslavo-Británica en Arcángel y luchó contra la Flota Aérea de los Trabajadores y Campesinos.
El 1 de agosto de 1918 Kazakov se convirtió en un comandante de la Real fuerza aérea británica y fue nombrado comandante a cargo de un escuadrón de aviación de la Legión Aliada Eslavo-Británica compuesta por aviones Sopwith Camel.
Después de la retirada británica de Rusia, que dejó al Ejército Blanco en una situación desesperada, Kazakov murió en un accidente durante un espectáculo aéreo el 1 de agosto de 1919, realizado para aumentar la moral de las tropas rusas antibolcheviques. La mayoría de los testigos del incidente, incluido el as británico Ira Jones, pensaron que Kazakov se había suicidado.

## Condecoraciones
- Orden de San Jorge, 4.ª clase (31 de julio de 1917, Imperio ruso)
- Orden de San Vladimiro, 4.ª clase (7 de septiembre de 1916, Imperio ruso)
- Orden de Santa Ana, 2.ª, 3.ª y 4.ª clase (respectivamente, 27 de abril de 1917, 4 de febrero de 1915, 27 de enero de 1916, Imperio ruso)
- Orden de San Estanislao, 2.ª y 3.ª clase (4 de julio de 1916, 18 de agosto de 1913, Imperio ruso)
- Espada de oro por valentía (28 de julio de 1915, Imperio ruso)
- Orden del Servicio Distinguido (Reino Unido, 1918)
- Cruz Militar (Reino Unido, 1919)
- Cruz de Vuelo Distinguido (Reino Unido, 20 de marzo de 1919)
- Caballero de la Legión de Honor (Francia)
- Croix de guerre (Francia)